# Stefan Goris

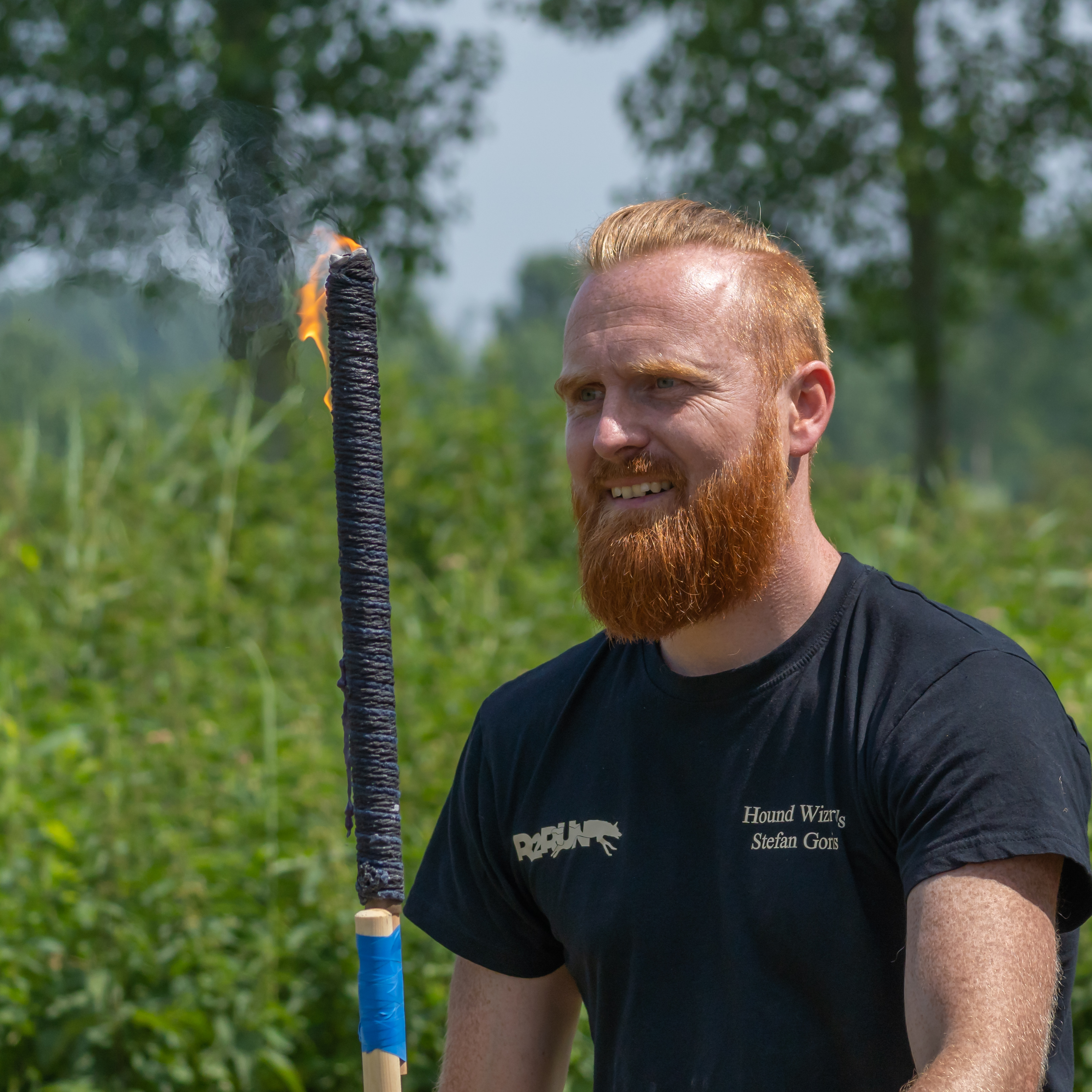

Stefan Goris (Hasselt, 1986) is een Belgische sledehondenmenner en teambuilder. Hij werd in 2013 Europees kampioen en in 2014 en 2025 wereldkampioen sledehondenrennen.

## Biografie
Stefan Goris werkte in 2005 bij Umbhaba Lodge in Zuid-Afrika. In 2007 werd hij stormfuselier bij Defensie waarna hij in 2009 ging studeren voor onderwijzer. Goris kwam in 2011 met onderscheiding uit en geeft nu deeltijds les in Genk.
In 2009 kreeg hij interesse in de sledehondensport waar hij zich volledig op stortte. Hij werkte zich binnen enkele jaren tot de wereldtop. Goris maakte dit mogelijk door zich onder andere te verdiepen in managementfilosofie, oplossingsgericht denken en coaching. Hij bestudeerde zijn honden op een objectieve manier en kwam zo uit op zijn onconventionele opleidingsprincipes.
In 2014 richtte hij VZW Are to Run op om zijn ervaring door te geven.
Tom Waes beschreef Goris in zijn boek Reizen Waes Vlaanderen als een halve oermens, net omdat hij oprecht zichzelf is en zijn honden een eerlijke benadering krijgen. Zijn inzichtelijk begrip om een groep individuen in de juiste richting te sturen om zo een hecht team te vormen is volgens Waes ongezien.
Goris schreef in 2015 mee aan het boek Nog één verhaaltje en in 2021 schreef hij samen met Stijn Moekaars het boek: Esdra, het verhaal van een bijzondere sledehond.

## Afbeeldingen

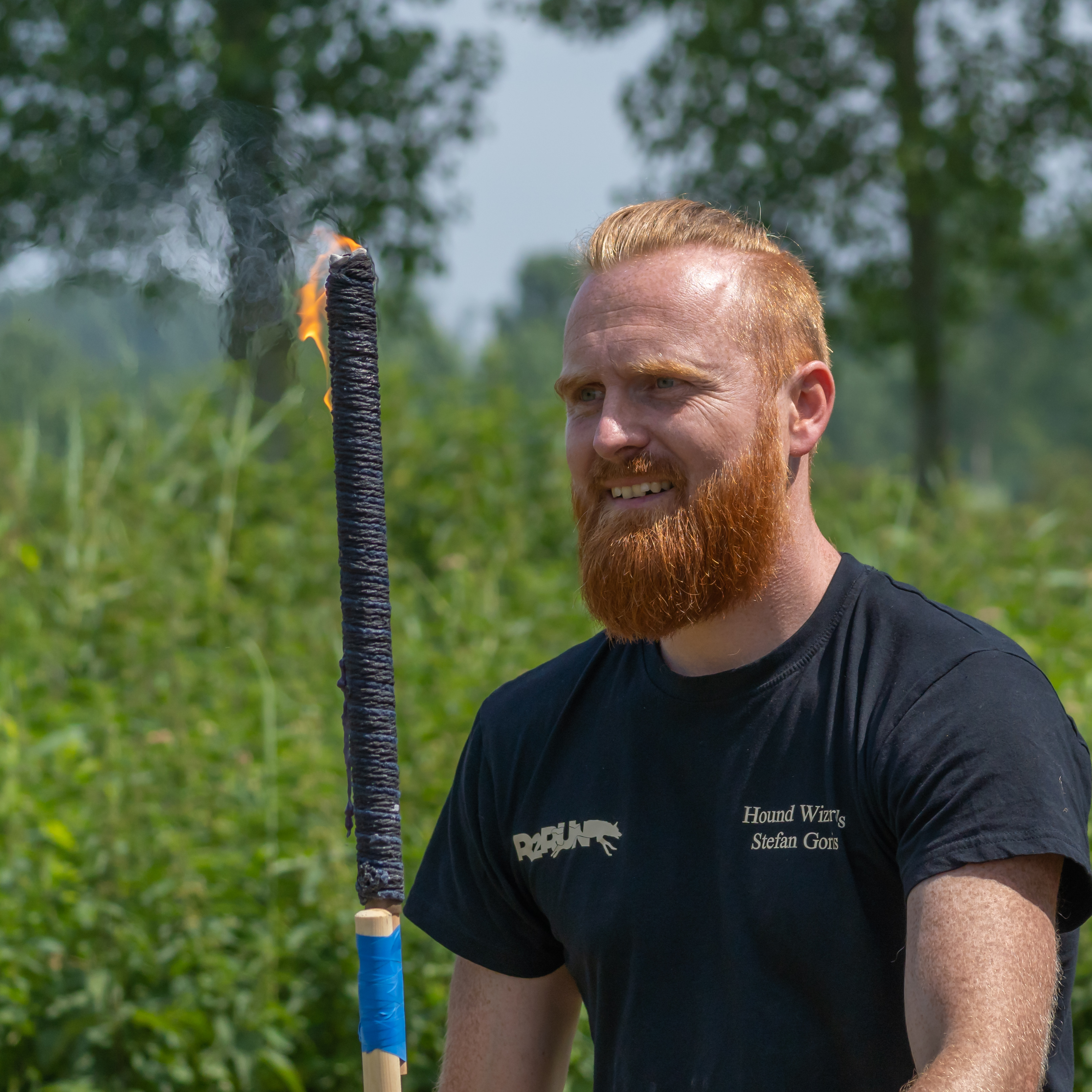
Stefan Goris tijdens zijn teambuildingsessies
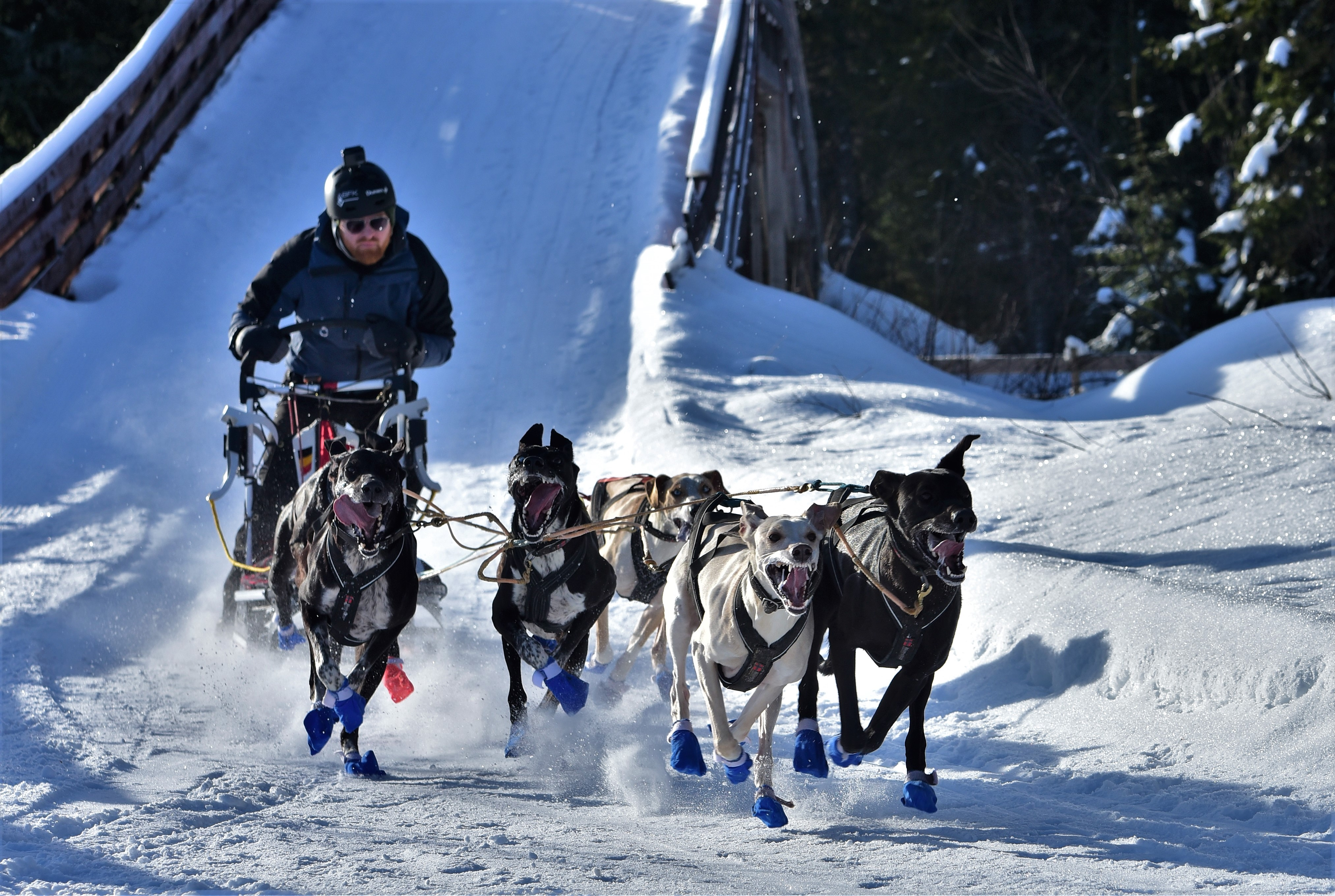
Training in Hamar, Noorwegen
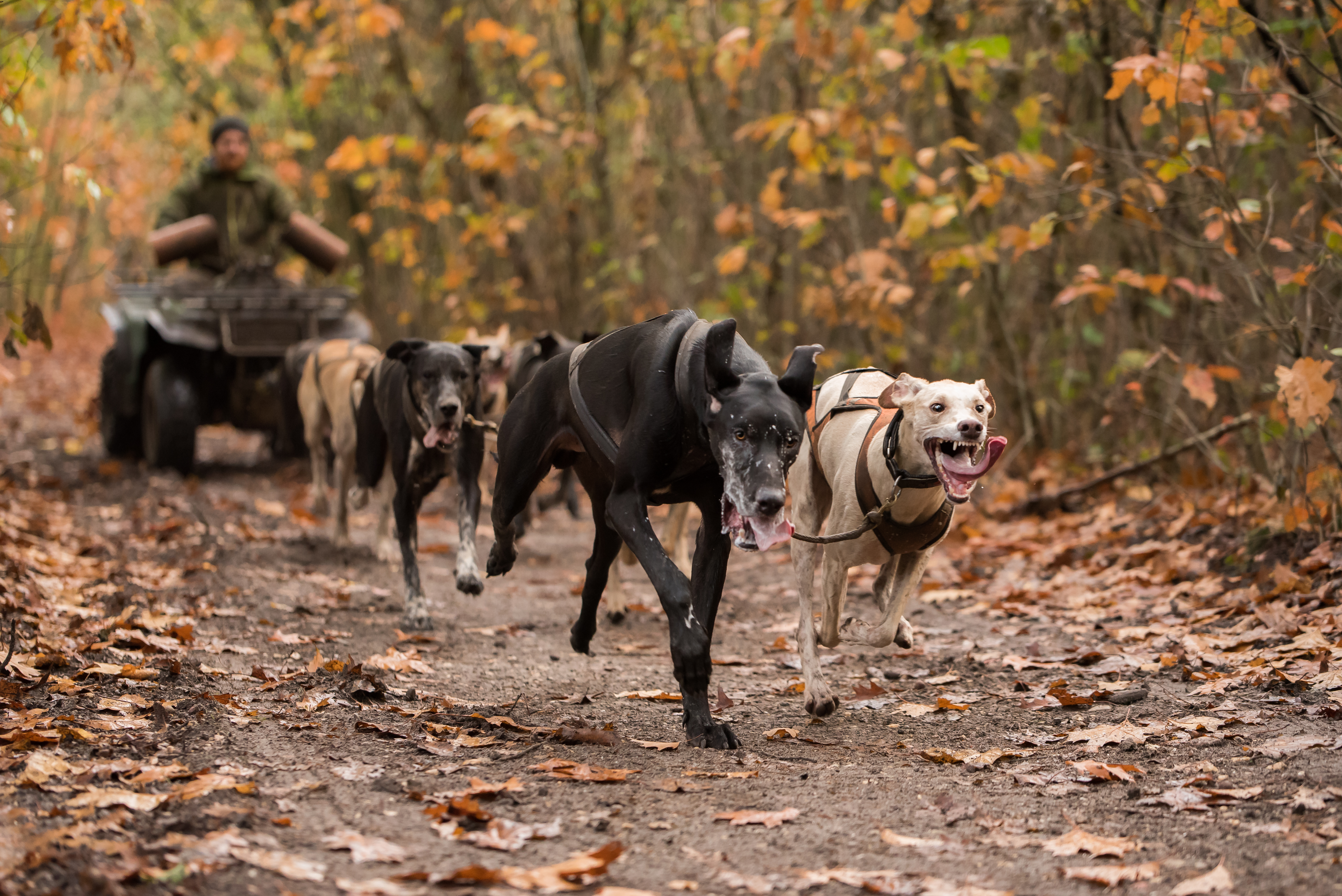
Zijn dagelijkse trainingen in België